# 下味
下味（したあじ）とは、調理の前準備として食材にさまざまな味付けを行うこと。
具体的には生野菜に塩や胡椒をかけたり、魚や肉に味噌や醤油といった調味料を用いるなど、それら食材に風味をつけるなどの作業を指す。
蒸し料理では、調理途中に味付けができないため、あらかじめ食材に下味をつけておくことが多い。